# Johnbelkinia leucopus
Johnbelkinia leucopus är en tvåvingeart som först beskrevs av Dyar och Frederick Knab 1906.  Johnbelkinia leucopus ingår i släktet Johnbelkinia och familjen stickmyggor. Inga underarter finns listade i Catalogue of Life.